# Violbass acústico
Violbass Acústico é um instrumento da família de cordas friccionadas e está exatamente entre a viola e o violoncelo, ocupando o espaço vazio que alguns teóricos chamam de elo perdido, já que entre a viola e o violoncelo existe um intervalo de uma oitava.
Esse intervalo existe há mais de 300 anos e o violbass está exatamente no meio dos dois instrumentos.  A nota mais grave da viola é o Dó (130,8 Hz) e a nota mais grave do violoncelo é o Dó (65,4 Hz), enquanto a mais grave do violbass é o Fá (87,31 Hz).
Possui um timbre diferente, parecido com o violoncelo, tem tamanho um pouco maior do que a viola, é portátil e pode ser tocado por violinistas e violistas, sem necessidade de adaptação, já que o formato do corpo permite o alcance das posições mais agudas com menor esforço por parte do músico.
Segundo análise da crítica, o violbass pode ser algo potencialmente revolucionário, pela importância em orquestras e conjuntos musicais, como quartetos de cordas. No caso de quartetos, a formação original é com dois violinos, uma viola e um violoncelo. Mas é possível eliminar um violino para introduzir o violbass na formação. Com o violbass, há um equilíbrio de timbres e alcance de sons: violino, viola, violbass e violoncelo.
Em 2015, o violbass foi oficialmente utilizado pela primeira vez em orquestra e quarteto por Paulo Arroyo, músico da Camerata Jovem Beethoven - projeto coordenado por Paulo Sérgio de Souza em São José do Rio Preto. A orquestra rio-pretense é considerada a primeira do mundo a explorar as possibilidades de um violbass.
O violbass é uma invenção genuinamente brasileira do músico Kênio Alcanfôr, de Brasília, um violinista apaixonado por sons graves que trabalhou por mais de 10 anos para desenvolver uma espécie de violino com uma frequência mais grave.
Para a fabricação do violbass, Kênio Alcanfôr trabalhou com a colaboração do luthier Francisco Alves Feitosa. O instrumento patenteado por Vicente Kênio Rosal Alcanfôr e Vicente Kênio Rosal Alcanfôr Filho foi apresentado pela primeira vez ao público em 2015, durante a feira Expomusic, através da distribuidora Via Sinfônica.

## Tabela comparativa[2]
| Corda Número | Violino                                                                     | Viola                                                                       | Violbass                                                                    | Cello                                                                       | Contrabaixo                                                                 |
| ------------ | --------------------------------------------------------------------------- | --------------------------------------------------------------------------- | --------------------------------------------------------------------------- | --------------------------------------------------------------------------- | --------------------------------------------------------------------------- |
| 1            | Mi-(E5) 659,3 Hz                                                            | Lá-(A4) 440,0 Hz                                                            | Ré-(D4) 293,7 Hz                                                            | Lá-(A4) 220,0 Hz                                                            | Sol-(G2) 98,0 Hz                                                            |
| 2            | Lá-(A4) 440,0 Hz                                                            | Ré-(D4) 293,7 Hz                                                            | Sol-(G3) 196,0 Hz                                                           | Ré-(D4) 146,8 Hz                                                            | Ré-(D2) 73,4 Hz                                                             |
| 3            | Ré-(D4) 293,7 Hz                                                            | Sol-(G3) 196,0 Hz                                                           | Dó-(C3) 130,8 Hz                                                            | Sol-(G3) 98,0 Hz                                                            | Lá-(A1) 55,0 Hz                                                             |
| 4            | Sol-(G3) 196,0 Hz                                                           | Dó-(C3) 130,8 Hz                                                            | Fá-(F2) 87,31 Hz                                                            | Dó-(C2) 65,4 Hz                                                             | Mi-(E1) 30,86 Hz                                                            |
| Observação   | Tabela comparativa de frequências entre os instrumentos afinados em quintas | Tabela comparativa de frequências entre os instrumentos afinados em quintas | Tabela comparativa de frequências entre os instrumentos afinados em quintas | Tabela comparativa de frequências entre os instrumentos afinados em quintas | Tabela comparativa de frequências entre os instrumentos afinados em quintas |